# Paul Cézanne
Paul Cézanne, francoski postimpresionistični slikar, * 19. januar 1839, Aix-en-Provence, Francija, † 22. oktober 1906, Aix-en-Provence.
Paul Cézanne (v francoščini: [pɔl sezan]; 1839-1906) je bil francoski umetnik in post-impresionistični slikar, čigar delo je postavilo temelje za prehod iz umetniškega ustvarjanja 19. stoletja v nov in radikalno drugačen svet umetnosti v 20. stoletju. Cézanne lahko rečemo, tvori most med poznim impresionizmom 19. stoletja in na začetku 20. stoletja in novo linijo umetniškega ustvarjanja, kubizmom. Znana slikarja Matisse in Picasso sta izjavila, da je Cézanne »oče vseh nas«.

## Življenjepis
Paul Cézanne je bil rojen 19. januarja 1839 v Aix-en-Provence, v Provansi na jugu Francije. 22. februarja je bil krščen v župnijski cerkvi, s svojo babico in stricem Louisom kot botroma. Njegov oče, Louis-Auguste Cézanne (28. julij 1798 - 23. oktober 1886) je bil soustanovitelj bančnega podjetja, ki je cvetelo skozi celotno umetnikovo življenja in mu dajalo finančno varnost. Njegova mati, Anne Elisabeth Honorine Aubert, je bila živahna in romantična duša, po kateri je sin podedoval smisel življenja. Imel je še dve mlajši sestri.
Pri desetih letih je začel Paul hoditi v šolo École de Saint-Joseph v Aixu. Leta 1852 se je Cézanne vpisal v Collège Bourbon (sedaj Collège Mignet), kjer je postal neločljiv prijatelj z bodočim pisateljem Émilom Zolajem in inženirjem Baptistinom Baillejem. Leta 1857 je začel obiskovati brezplačno občinsko šolo za risanje v Aixu, kjer je študiral risanje pri Josephu Gibertu (1806-1884), španskem menihu. Na očetovo željo je od leta 1858 do 1861 obiskoval pravo na Univerzi v Aixu, še vedno pa tudi pridobival risarske izkušnje. Leta 1860 je oče Cézannu dovolil poslikati stene salona v novem dvorcu Jas de Bouffan, ki ga je kupil. To so bile velike, romantične, secesijsko navdahnjene stenske slike štirih letnih časov: pomlad, poletje, jesen in zima (danes v Petit Palais v Parizu). Takega romantičnega sloga kasneje ni več uporabil.
Leta 1861 se je na Zolajevo pobudo preselil v Pariz, pa tudi oče se je sprijaznil s sinovo odločitvijo. Kandidiral je za vpis na École des Beaux-Arts, a je bil zavrnjen. V septembru 1861 se je Cézanne razočaran nad zavrnitvijo vrnil na École v Aix-en-Provence in spet delal v očetovi banki. Pozno jeseni 1862 se je znova preselil v Pariz. K tradiciji nagnjena École des Beaux-Arts ga je ponovno zavrnila, zato je obiskal Académie Suisse, ki je spodbujala realizem. V Parizu je Cézanne srečal impresionista Camilla Pissarroja. Najprej mu je bil starejši kolega mentor, kasneje pa prijatelj. Naslednje desetletje sta skupaj hodila v Louveciennes in Pontoise slikat krajine. V tem času je prišel v stik s številnimi mladimi umetniki: (Claude Monet, Pierre-Auguste Renoir in Alfred Sisley). Na Académie Suisse je spoznal enajst let mlajšo pomočnico knjigoveza Hortense Fiquet, ki je slikarjem tudi pozirala kot model.
Po začetku francosko-pruske vojne v juliju 1870 sta Cézanne in njegova ljubica, Marie-Hortense Fiquet, zapustila Pariz in odšla v ribiško vas L' Estaque v bližino Marseilla, kjer je slikal pretežno krajine. Poleti 1871, po končani vojni, se je preselil nazaj v Pariz. Po rojstvu sina Pavla v januarju 1872, so se preselili v Auvers v dolini Val-d'Oise v bližini Pariza.
Cezannove slike so bile prvič prikazane na razstavi leta 1863 v Salon des Refusés, ker jih žirija ni sprejela v uradni Pariški salon. Zavračali so jih do leta 1882, toda Cézanne jim je vztrajno predlagal svoje slike. V tem letu je s posredovanjem kolega umetnika Antoina Guillemeta razstavljal portret Louisa-Augusta Cezanna, umetnikovega očeta, pod naslovom l' Evénement (1866) (danes v National Gallery of Art, Washington D. C.), njegov prvi in zadnji uspešni poskus v Salonu. Pred letom 1895 je Cézanne dvakrat razstavljal z impresionisti (na prvi razstavi leta 1874 in tretji leta 1877). Od 15. aprila do 15. maja 1874 je bila prva skupinska razstava o Société anonyme des artiste, peintres, sculpteurs, graveurs in je postala znana kot impresionisti, po naslovu razstavljene Monetove slike Impresija, vzhajajoče sonce. 
V začetku leta 1880 se je Cézannova družina ustalila v Provansi. Brat Hortense je imel hišo s pogledom na goro Sainte-Victoire in Cézanne jo je pogosto slikal. Leto 1886 je bilo prelomno za družino. Cézanne se je poročil s Hortense. V tem letu mu je umrl oče in mu zapustil posestvo. Od leta 1888 je družina živela v nekdanji graščini Jas de Bouffan, veliki hiši z gospodarskim poslopjem. Problemi so se začeli z nastopom diabetesa leta 1890, ki je rušil njegovo osebnost in poslabšal odnose v družini. S Hortense in sinom je odpotoval v Švico v upanju, da bo ponovno oživil svojo zvezo. Cézanne se je vrnil živet v Provanso, Hortense in sin pa v Pariz. Zaradi finančnih težav se je Hortense kasneje vrnila v Provanso, vendar sta živela ločeno. K Cézannu sta se preselili mati in sestra. Leta 1891 se je v večji meri posvetil krščanski veri. Mama mu je umrla leta 1897.
Leta 1895 je imel prvo samostojno razstavo pri pariškem trgovcu Ambroisu Vollardu. V galeriji so izbrali 50 od približno 150 del, ki jih je poslal Cézanne. Prvi kupec cézannovskega upodabljanja je bil Monet, sledili so kolegi, kot so Degas, Renoir, Pissarro. Kljub naraščajočemu javnemu priznanju in finančnemu uspehu, se je Cézanne večkrat odločil za delo v umetniški izolaciji, običajno je odšel na jug Francije, v svojo ljubljeno Provanso.
Cezannove slike niso bile dobro sprejete med lokalno buržoazijo v Aixu. Leta 1897 je eno izmed Cézannovih slik prvič kupil muzej. Hugo von Tschudi je kupil krajino Mlin na Couleuvre pri Pontoisu v galeriji Durand-Ruela za berlinsko Narodno galerijo. 
Leta 1897 se je ločil, prodal posestvo Jas de Bouffan in najel prostor na Rue Boulegon, kjer je zgradil atelje. Potreboval je kraj, kjer bi bil sam. Leta 1901 je kupil nekaj zemlje okoli Chemin des Lauves in zgradil studio, ki bi bil odprt za javnost. Preselil se je leta 1903 in tu ostal do konca svojega življenja.
Nekega dne je Cézanna ujela nevihta, medtem ko delal na terenu. Šele dve uri po nalivu se je odločil iti domov, a se je na poti zgrudil. Ko so ga našli, so ga odpeljali domov. Njegova stara gospodinja ga je zmasirala in oživila. Naslednje dni je nadaljeval z delom, a je med delom omedlel in model, s katerim je delal, je poklical na pomoč. Postelje ni več zapustil in nekaj dni kasneje, 22. oktobra 1906 umrl zaradi pljučnice. Pokopan je na starem pokopališču v rojstnem kraju Aix-en-Provence.

### Umetniški slog
V Parizu je Cézanne spoznal impresionista  Pissarroja. Sprva prijateljstvo, ki je med Pissarrom in Cézannom nastalo sredi 1860-ih, je bilo razmerje mojster in učenec, pri čemer je Pissarro vplival na mlajšega umetnika. V naslednjem desetletju so njune ekskurzije v Louveciennesu in Pontoise pripeljale do skupnega delovnega odnosa med enakovrednima slikarjema krajine.
Cézannovo zgodnje delo se pogosto ukvarja s figuro v pokrajini in vključuje številne slike skupin velikih, težkih figur v pokrajini, domiselno poslikani. Kasneje v svoji karieri se je začel bolj posvečati  neposrednemu opazovanju na terenu in postopoma razvil lahkotnejši, zračen slikarski slog. Kljub temu pa v Cézannovem zrelem delu prihaja do utrjenega, skorajda arhitekturnega slikanja. Vse življenje se je boril, da bi razvil avtentično opazovanje vidnega sveta z najbolj natančnim načinom predstavljanja v barvi, kakršno je lahko našel s celostnim opazovanjem. V ta namen je strukturno spremenil vse, kar je zaznal, v preproste oblike in barvne ravnine. Njegova izjava »Želim narediti impresionizem kot nekaj trdnega in trajnega, kot je umetnost v muzejih«, [20] in njegova trditev, da je poustvarjal Poussina 'po naravi', je poudarila njegovo željo po združitvi opazovanja narave s stalnostjo klasične kompozicije.

### Optični pojavi
Cézanna je zanimala poenostavitev naravnih oblik do njihovih geometrijskih osnov: želel je »naravo obravnavati z valjem, kroglo, stožcem« (deblo drevesa je mogoče zamisliti kot valj, jabolko ali oranžno kot kroglo, na primer). Cézannova želja po zajetju resnice dojemanja ga je pripeljala do grafičnega raziskovanja binokularnega vida, pri čemer je upodabljal nekoliko drugačne, a hkrati vizualne zaznave istih pojavov, da bi gledalcu omogočil estetsko doživljanje globine, drugačne od tistih iz prejšnjih idealov perspektive, posebna perspektiva z eno samo točko. Zanimal ga je nov način modeliranja prostora in prostornine, ki izhaja iz obsedenosti s stereoskopijo njegove dobe in iz branja Berkelejeve teorije prostorskega dojemanja Hipolita Taineja. Cézanneove inovacije so kritike spodbudile k tako različnim razlagam, kot so bolna mrežnica , čisti vid  in vpliv parne železnice .

### Razstave in predmeti
Cézannove slike so bile prikazane na prvi razstavi Salona zavrnjenih leta 1863, na kateri so bila prikazana dela, ki jih žirija uradnega Pariškega salona ni sprejela. Salon je zavrnil Cézannove slike vsako leto od 1864 do 1869. Dela je na Salon oddajal vse do leta 1882. Tistega leta je s posredovanjem kolega umetnika Antoina Guillemeta razstavil Portrait de M. L. A., verjetno Portret Louis-Auguste Cézanne, umetnikovega očeta, ki bere "L'Événement", 1866 (Nacionalna umetniška galerija, Washington, D. C.), njegovo prvo in zadnjo uspešno oddajo na Salon  his first and last successful submission to the Salon..
Pred letom 1895 je Cézanne dvakrat razstavljal z impresionisti (na prvi razstavi impresionistov leta 1874 in na tretji impresionistični razstavi leta 1877). V poznejših letih je bilo na različnih prizoriščih razstavljenih nekaj posamičnih slik, vse do leta 1895, ko je pariški trgovec Ambroise Vollard umetniku omogočil prvo samostojno razstavo. Kljub vse večjemu javnemu priznanju in finančnemu uspehu se je Cézanne odločil za večjo umetniško izolacijo, po navadi slika na jugu Francije, v svoji ljubljeni Provansi, daleč stran od Pariza.
Osredotočil se je na nekaj tem in bil enako poznavalec vsakega od teh žanrov: tihožitje, portret, krajina in študije kopalcev. Slednje je bil Cézanne prisiljen oblikovati iz svoje domišljije zaradi pomanjkanja razpoložljivih golih modelov. Tako kot krajine so bili tudi njegovi portreti izrisani iz znanega, tako da niso bili njegovi subjekti samo žena in sin, pač pa tudi lokalni kmetje, otroci in njegov umetniški trgovec. Njegova tihožitja so naenkrat dekorativna v zasnovi, naslikana z debelimi, ravnimi površinami, vendar s težo, ki spominja na Gustava Courbeta. 'Rekvizite' za njegova dela še vedno najdemo, ko jih je pustil, v svojem ateljeju, v predmestju sodobnega Aixa.
Cézannove slike niso bile dobro sprejete med meščanstvom Aixa. Leta 1903 je Henri Rochefort obiskal dražbo slik, ki so bile v posesti Zolaja in 9. marca 1903 v L'Intransigeant objavil zelo kritičen članek z naslovom Ljubezen do grdega. Rochefort opisuje, kako naj bi se gledalci posmehovali med gledanjem slik ultraimpresionista po imenu Cézanne. Javnost v Aixu je bila ogorčena in več dni so se na Cézannovih vratih pojavljale kopije L'Intransigeanta s sporočili, v katerih so ga prosili, naj zapusti mesto, saj je bil sramota.

## Delo
Cézannova umetnost je bila disciplinirano in osredotočeno prikazovanje problemov, ki predstavljajo temelj slikarstva. Njegove umetnine so našle mesto v zgodovini šele precej pozneje. Cézannov slog predstavlja odmik od samo vizualnih vsebin do bolj intelektualne umetnosti. Poskušal je razumeti probleme slikarja, materialov in drugih procesov v fazi slikanja. Trudil se je razumeti tridimenzionalno naravo in dvodimenzionalno prikazovanje le-te na sliki, ter ločiti med objektivnim in subjektivnim v umetnosti.
Cézannovi vzorniki so bili Tizian (okoli 1490-1576) in Giorgione (okoli 1477-1510), krajinar Nicolas Poussin in mojster tihožitij Jean-Baptist-Siméon Chardin, pa tudi Gustave Courbet, Édouard Manet (1832-1883). Najpomembnejši vzornik pa mu je bil Camille Pissarro.
- Hiša Dr. Gachet, 1873, Musée d’Orsay
- Kopalci, 1874/75, Metropolitan Museum of Art, New York
- Ribnik pri Jas de Bouffan, 1876, Eremitage, St. Petersburg
- Pogled iz l'Estaque, 1882/83, zasebna zbirka

Umetnikovo delo navadno delijo na naslednja obdobja:

### Temno obdobje, Pariz, 1861–1870
Leta 1863 je Napoleon III. z odlokom ustanovil Salon zavrnjenih, na katerem naj bi bile razstavljene slike, zavrnjene za prikaz na Pariškem salonu Académie des Beaux-Arts. Umetniki zavrnjenih del so bili mladi impresionisti, ki so veljali za revolucionarne. Na Cézanna je vplival njihov slog, vendar so bili njegovi družbeni odnosi z njimi neuspešni - zdel se je nesramen, sramežljiv, jezen in podvržen depresiji. Za njegova dela tega obdobja so značilne temne barve in močna uporaba črne barve. Močno se razlikujejo od njegovih prejšnjih akvarelov in skic na École Spéciale de dessin v Aix-en-Provence leta 1859, njihovo nasilno izražanje pa je v nasprotju z njegovimi naslednjimi deli.
V letih 1866–67 je Cézanne, navdihnjen s primeri Courbeta, narisal serijo slik s paletnim nožem. Pozneje je ta dela, večinoma portrete, poimenoval une couillarde (groba beseda za bahavo možatost). Lawrence Gowing je zapisal, da faza paletnega noža Cézanna »ni bila le izum modernega ekspresionizma, čeprav je bilo to slučajno; ideja umetnosti kot čustvene ejakulacije se je prvič pojavila v tem trenutku«.
Med couillarde slikami je serija portretov njegovega strica Dominiqua, v katerih je Cézanne dosegel slog, ki je bil »tako enoten, kot je bil impresionistično fragmentaren« . Kasnejša dela temnega obdobja vključujejo več erotičnih ali nasilnih tem, kot so Ženska se oblač (približno 1867), Posilstvo (približno 1867) in Uboj (približno 1867–68), ki prikazuje moškega, ki mori žensko, ki jo drži njegov sostorilec .

### Impresionistično obdobje, Provansa in Pariz, 1870–1878
Po začetku francosko-pruski vojni julija 1870 sta Cézanne in njegova ljubica Marie-Hortense Fiquet zapustila Pariz in odšla v L'Estaque v bližini Marseillesa, kjer je teme spremenil v pretežno krajine. Januarja 1871 so ga razglasili za skrivača, a vojna se je končala naslednji mesec, februarja in par se je poleti 1871 vrnil nazaj v Pariz. Po rojstvu njunega sina Paula januarja 1872 v Parizu sta se preselila v Auvers v Val-d'Oise blizu Pariza. Umetnik je od očeta prejemal mesečno nadomestilo v višini 100 frankov. [39
Camille Pissarro je živel v Pontoiseu. Tam in v Auversu sta skupaj s Cézannom slikala krajine. Dolgo zatem se je Cézanne opisal kot Pissarrov učenec, in ga imenoval kot "Bog oče", pa tudi rekel: »Vsi izhajamo iz Pissarroja.« [40] Pod njegovim vplivom je Cézanne začel zapuščati temne barve in njegove platna so postajala veliko svetlejša. 
Zapustil je Hortense v regiji Marseille, sam pa se je selil med Parizom in Provanso, razstavljal pa na prvi (1874) in tretji impresionistični oddaji (1877). Leta 1875 je pritegnil pozornost zbiratelja Victorja Chocqueta, čigar naročila so nudila nekaj finančnih olajšav. Toda Cézannove razstavljene slike so sprožale zasmehovanje, ogorčenje in sarkazem. Recenzent Louis Leroy je o Cézannovem portretu Chocqueta povedal: »Ta svojevrsten videz glave, barva starega čevlja lahko  povzroči šok [nosečnice]in povzroči rumeno mrzlico plodu v njeni maternici, preden pride na svet«.
Marca 1878 je Cézannov oče izvedel za Hortense in grozil, da mu bo odtegnil finančnopomoč, vendar se je septembra premislil in se odločil, da mu bo dal 400 frankov za družino. Cézanne je nadaljeval selitev med pariško regijo in Provanso, dokler ni Louis-Auguste v začetku 1880-ih zanj zgradil ateljeja na svojem domu, Bastide du Jas de Bouffan. To je bilo v zgornjem nadstropju in je imelo razširjeno okno, ki je omogočalo severno svetlobo vendar prekinjo z linijo strehe. Ta funkcija ostaja še danes. Cézanne je stabiliziral svojo rezidenco v L'Estaqueu. Tam je leta 1882 slikal z Renoirjem in leta 1883 obiskal Renoirja in Moneta .

### Zrelo obdobje, Provansa, 1878–1890
V začetku 1880-ih je družina Cézanne stabilizirala svoje prebivališče v Provansi, kjer so od takrat ostali. Ta poteza odraža novo neodvisnost od impresionistov, osredotočenih na Pariz in izrazito preferenco do južne, rodne zemlje. Brat Hortense je imel hišo s pogledom na Montagne Sainte-Victoire v Estaqueu. Serija slik s te gore od 1880 do 1883 in drugih Gardanne od 1885 do 1888 je včasih znana kot »konstruktivno obdobje«.
Leto 1886 je bilo za družino prelomno. Cézanne se je poročil s Hortense. Tistega leta je umrl tudi Cézannov oče, ki mu je zapustil posestvo, kupljeno leta 1859; bilo mu je 47 let. Do leta 1888 je bila družina v nekdanjem dvorcu Jas de Bouffan, velika hiša in parcela z gospodarskimi poslopji, ki so nudila novo najdeno udobje. Ta hiša, z veliko zmanjšanim posestvom, je zdaj v lasti mesta in je odprta za javnost.
Dolga leta se je verjelo, da je Cézanne prekinil prijateljstvo z Émilom Zolajem, potem ko ga je slednji v romanu L'Œuvre v veliki meri uporabil kot osnovo za neuspeh in na koncu tragično izmišljeni umetnik Claude Lantier.
Pred kratkim so odkrili pisma, ki to ovržejo. Pismo iz leta 1887 dokazuje, da je njuno prijateljstvo trajalo.

### Končno obdobje, Provansa, 1890–1906
Cézannovo idilično obdobje v Jas de Bouffanu je bilo začasno. Od leta 1890 do smrti so ga mučili težavni dogodki in se je umaknil naprej v svoje slikanje ter preživljal dolga obdobja kot navidezni zapuščenec. Njegove slike so postale znane in iskane in bil je predmet spoštovanja nove generacije slikarjev.
Težave so se začele z nastankom sladkorne bolezni leta 1890 in destabilizirale njegovo osebnost do te mere, da so bili odnosi z drugimi spet napeti. S Hortense in sinom je potoval v Švico upajoč da morda obnovi njun odnos. Cézanne se je vrnil živet v Provanso, Hortense in Paul mlajši pa v Pariz. Finančna potreba je spodbudila Hortensino vrnitev v Provanso, vendar v ločene bivalne prostore. Cézanne se je preselil k mami in sestri. Leta 1891 se je preusmeril v katolicizem.
Cézanne se je med slikanjem na Jas de Bouffan in v pariški regiji izmenično spreminjal, kot doslej. Leta 1895 je opravil obisk kamnolomov Bibémus in splezal na Montagne Sainte-Victoire. Labirintna pokrajina kamnolomov se je najbrž vtisnila v njegov spomin, saj je tam leta 1897 najel kočo in iz nje veliko slikal. Verjamejo, da so oblike navdihnile embrionalni 'kubistični' slog. V tem letu je umrla njegova mati, kar je bil moteč dogodek, vendar je omogočil spravo z ženo. Prodal je prazno gnezdo pri Jas de Bouffan in najel prostor na Rue Boulegon, kjer je zgradil studio.
Razmerje pa je bilo še naprej burno. Potreboval je mesto, da bi bil sam. Leta 1901 je kupil nekaj zemljišča ob Chemin des Lauves, izolirani cesti na nekem visokem zemljišču v Aixu in naročil, da se tam zgradi studio (zdaj odprt za javnost). Tja se je preselil leta 1903. Medtem je leta 1902 sestavil oporoko, s katero je izključil ženo iz dedovanja in vse prepustil sinu. Odnos je bil očitno spet prekinjen; naj bi sežgala spomine njegove matere.
Od leta 1903 do konca življenja je slikal v svojem ateljeju, leta 1904 je mesec dni sodeloval z Émilom Bernardom, ki je ostal kot hišni gost. Po njegovi smrti je postal spomenik Atelier Paul Cézanne ali les Lauves.

## Zapuščina
Dve retrospektivni razstavi sta bili leta 1907 posthumno posvečeni Cezannu. Od 17. do 29. junija v pariški Galerie Bernheim-Jeune 79 akvarelov, v Salon d'Automne od 5. oktobra do 15. novembra 49 slik in 7 akvarelov. Umetnostni zgodovinar Julius Meier-Graefe je leta 1910 izdal prvo biografijo o slikarju.
Prva Cezannova razstava je v ZDA potekala v letih 1910-1911 v Galeriji 291 v New Yorku. Leta 1913 so bila njegova dela razstavljena v Armory Show v New Yorku.
Cezanne je z geometrijskimi poenostavitvami in optičnimi pojavi navdihnil Pabla Picassa, Henrija Matissa, Georgesa Braquea in Andréa Deraina, Metzingerja, Gleizesa, Grisa in druge slikarje.
V njegov spomin so ustanovili nagrado, ki se imenuje Cézannova medalja in se podeli v mestu Aix en Provence v Franciji za posebne dosežke v umetnosti.

## V popularni kulturi
O Paulu Cézannu je bilo posnetih več filmov.
- Une visite au Louvre, 2004; Film v režiji Jean-Marie Straub in Daniele Huillet o Cezanne, ki temelji na posthumno objavljenih pogovorih s slikarjem in občudovalcem Joachimom Gasquetom.
- Ob 100. obletnici smrti v letu 2006 sta bila predvajana dva dokumentarca iz leta 1995 in 2000 - motiv La Montagne Sainte-Victoire in Zmagoslavje Cézanna.
- Film Alaina Jauberta, ki 80-krat pokaže La Montagne Sainte-Victoire iz različnih perspektiv, v različnih letnih časih - gre za obsedenost z motivom.
- Cézanne - slikar, 2000; Film Elizabeth Kapnist. Zgodba o strasti in vseživljenjskem umetniškem prizadevanju slikarja, opisani so otroštvo, prijateljstvo z Zolajem in njegovo srečanje z impresionizmom.
- Zmagoslavje Cézanne, 2006; Film Jacques Deschamps - 100. letnica smrti Cezanna kot priložnost, da bi izsledili nastanek legende.
- Janice Sutherland: Tri barve Cezanna, na CD-ju, 55 min, Arthaus Musik 2008 (BBC 1996), ISBN 978-3-939873-05-1

## Cézanne v Provansi
Obiskovalci mesta Aix-en-Province za raziskovanje mestnega središča in slikarjevih krajinskih motivov uporabljajo označene poti po Le Zholonet, do Jas de Bouffan, kamnolom Bibémus, po bregovih reke Arc, most Les Trois Sautets, v studiu Les Lauves in Chemin de la Marguerite, kjer je Cezanne naredil zadnje slike Sainte-Victoire.
Studio Les Lauves je odprt za javnost od leta 1954. Leta 1969 so studio preimenovali v Atelje mesta Aix. Obiskovalci lahko vidijo Cezannovo pohištvo, stojalo in palete, predmeti, ki se pojavljajo v njegovih tihožitjih ter nekaj originalnih risb in akvarelov.
Leta 1973 je bila ustanovljena v Aix-en-Provence, Univerza Paul Cézanne Aix-Marseille III, kjer poučujejo pravo in politične vede, upravljanje poslov in znanost in tehnologijo.

## Umetniški trg
10. maja 1999 se je Cézannova slika Rideau, Cruchon et Compotier prodala za 60,5 milijona dolarjev, kar je bila četrta najvišja cena do takrat plačane slike. Od leta 2006 je bilo to najdražje tihožitje, kar so jih kdaj prodali na dražbi. Ena od slik Kvartopisci je bila leta 2011 prodana kraljevi družini v Katar za ceno, ki je po ocenah znašala med 250 milijonov dolarjev (danes 278,4 milijona dolarjev) in verjetno tudi do 300 milijonov dolarjev (danes 334,1 milijona dolarjev), pri čemer bodisi cena pomeni novo znamko za najvišjo ceno slike do tega datuma. Rekordno ceno je novembra 2017 presegel Leonarda da Vincija Salvator Mundi.

## Posthumne razstave (izbor)
- 1907: Galerie Bernheim-Jeune, Pariz, Salon d'Automne, Pariz, retrospektiva
- 1910/1911: Prva razstava v ZDA v 291 Gallery, New York
- 1913 Armory Show v New Yorku. Cézanne je zastopan s slikami Mont Sainte-Victoire in Starka z rožnim vencem
- 1936, Jeu de Paume, Pariz
- 1964 Documenta III, Kassel
- 1977: John Rewald z Williamom Rubin: Cézanne: Pozna delo - Razstava v Muzeju moderne umetnosti v New Yorku
- 1995/1996: Grand Palais, Pariz
- 1996: Galerija Tate, London
- 1996 Philadelphia Museum of Art, Philadelphia
- 2004: Cézanne - Dawn of modernizma. Muzej Folkwang, Essen
- 2006: Cézanne en Provence. Musée Granet, Aix-en-Provence
- 2006: Cézanne et Pissarro 1865-1885. Musée d'Orsay, Pariz
- 2008-2009: Philadelphia Museum of Art, Philadelphia
- 2011/2012: Cézanne - Renoir - Picasso & Co: 40 let Kunsthalle Tübingen, Kunsthalle Tübingen
- 2012/13: Paul Cézanne in preteklost, Muzej lepih umetnosti v Budimpešti

## Galerija
- Tihožitje s črno uro
1869–1871
- Obešenčeva hiša
1873
- Modernna Olimpija
1873–1874
Musee d'Orsay, Paris
- Zavoj ceste skozi gozd 
1873-75
Solomon R. Guggenheim Museum
- Mont Sainte-Victoire
1882–1885
Metropolitan Museum of Art
- L'Estaque
1883–1885
- Hiša v Provansi: dolina Riaux blizu L'Estaque
1883
- Marseilleški zaliv, pogled iz L'Estaque
1885
- Jas de Bouffan
1885–1887
Minneapolis Institute of Art
- Kopalci
1885–1887
Museum of Modern Art
- Soseska Jas de Bouffan
1885-1887
Solomon R. Guggenheim Museum, New York, Thannhauser Collection
- Mardi Gras (Pierrot et Arlequin)
1888
Pushkin Museum, Moscow
- Fant v rdečem telovniku
1888–1890
National Gallery of Art
- Madame Cézanne v zeleni hiši
1890–1892
Musée de l'Orangerie
- Hiša z razpokanimi stenami
1892–1894
Metropolitan Museum of Art
- Maison Maria na poti v Château Noir
1895
Kimbell Art Museum, Fort Worth, Texas
- Château Noir
1900–1904
National Gallery of Art, Washington, US
- Mont Sainte-Victoire in Château Noir
1904 - 1905
Bridgestone Museum of Art, Tokijo, Japonska
- Kopalci
1898–1905
National Gallery, London, UK
- Portrait Madame Cézanne
1885–1886
Berggruen Museum, Berlin, Nemčija